# Клас (биология)
Класът (на латински: classis) е един от основните таксономични рангове в класификацията на организмите, разположен в йерархията под тип или отдел и над разред. Класове се наричат и таксоните с този ранг.
Както и останалите основни рангове, класовете могат да се групират или подразделят в производни рангове:
| Ранг       | Пример 1   | Пример 2    | Пример 3        | Пример 4     |
| ---------- | ---------- | ----------- | --------------- | ------------ |
| Надклас    | Tetrapoda  |             |                 |              |
| Клас       | Mammalia   | Maxillopoda | Sauropsida      | Diplopoda    |
| Подклас    | Theria     | Thecostraca | Avialae         | Chilognatha  |
| Инфраклас  | Cirripedia | Aves        | Helminthomorpha |              |
| Субтерклас |            |             |                 | Colobognatha |
| Парвклас   |            |             | Neornithes      | -            |